# Noordelijke gladde dolfijn
De noordelijke gladde dolfijn (Lissodelphis borealis) is een soort dolfijn uit het noorden van de Stille Oceaan.
De naam Lissodelphis borealis komt uit het Grieks en betekent letterlijk noordelijke (borealis) gladde (lisso) dolfijn (delphis).

## Leefgebied
De noordelijke gladde dolfijn komt voor in het noorden van de Stille Oceaan. Hij leeft er in de gematigde gebieden en vooral in de koele diepzee tussen 30° en 50° NB en bij 8 tot 24 °C. Soms komt hij dichter bij de kust, vooral in diep kustwater. De dolfijnen vormen groepen tot 3000 exemplaren, hoewel 5 tot 200 gebruikelijker is. In het oosten ligt het gemiddelde op 110 en in het westen op 200. Ze zwemmen daarbij vaak in groep met witgestreepte dolfijnen (Lagenorhynchus obliquidens) en soms met grampers (Grampus griseus).
Het is niet bekend of ze in de winter zuidelijker leven dan in de zomer.

## Kenmerken
Typisch voor gladde dolfijnen is het ontbreken van de rugvin, vandaar ook de naam "glad". Verder zijn ze slank en donker van kleur, soms is de punt van de onderkaak, de borst en de onderkant van de staartvin wel lichter. Hun zuidelijke verwant, de zuidelijke gladde dolfijn (Lissodelphis peronii), heeft duidelijk meer wit. Hun rug is gedeeltelijk gebogen. De staartvin is driehoekig en net als de borstvinnen gepunt. Ze hebben 74 tot 108 dunne, scherpe tanden die niet langs buiten zichtbaar zijn. Hun snuit is relatief kort.
Bij het zwemmen lijken ze over het water te kaatsen. Ze springen daarbij zo'n 7 meter ver per sprong. De noordelijke gladde dolfijn mijdt meestal boten, maar wordt soms toch spelend waargenomen. Ze halen snelheden van 30-40 km/u en kunnen tot 200 meter diep duiken.
Noordelijke gladde dolfijnen worden meestal tussen 2 en 2,3 meter lang, hoewel vrouwtjes van 2,6 meter en mannetjes van 3,1 meter vastgesteld zijn. Ze worden tussen 60 en 100 kg zwaar. Beide geslachten zijn vruchtbaar rond hun 10 jaar. Pasgeboren kalfjes zijn ruim 0,7 meter lang en worden grijsbruin of crèmekleurig geboren. Deze kleur kan blijven tot ze een jaar oud zijn.
Op het menu van de dolfijn staan tal van vissoorten en pijlinktvissen.

## Relatie met mensen
In de 18de werd de noordelijke gladde dolfijn gevangen als voedsel.
In de jaren 70 en 80 van de 20e eeuw werd de soort vaak als bijvangst gevangen waardoor de populatie toen hoogstens 30% zou gedaald zijn. Sinds 1993 is het gebruik van drijfnetten echter aan banden gelegd, waardoor hun grootste bedreiging ook verdween en de soort nu veilig wordt geacht. Japanse vissers vangen af en toe wel nog noordelijke gladde dolfijnen, maar meestal zijn ze uit op andere walvissen.
Er zijn al pogingen geweest om noordelijke gladde dolfijnen in aquaria te houden, maar om onduidelijke redenen overleefden de meeste slechts enkele weken.